# Rich Williams
Richard John Williams, född 1 februari 1950 i Topeka, Kansas, är en amerikansk gitarrist som från 1974 spelar gitarr i rockbandet Kansas. Som barn förlorade Williams sitt högeröga i en fyrverkeriolycka och hade då i många år en ögonprotes men numera har han istället på sig en ögonlapp. Under sin barndom började han att spela ukulele men bytte senare till gitarr och hans tidiga influenser var bland andra The Beatles och Brittiska invasionen.